# Federico di la Roche
Federico di la Roche (... – Nablus, 30 ottobre 1174) è stato un arcivescovo cattolico francese, prelato della Chiesa cattolica in Outremer durante la seconda metà del XII secolo.
Fu il sesto arcivescovo latino di Tiro (1164-1174), cancelliere del Regno di Gerusalemme (c. 1150) e capo della diplomazia del re Amalrico I.
Era un lorenese, originario della cittadina di La Roche, imparentato con i Conti di Namur.

## Vescovo di San Giovanni d'Acri
Federico che era stato arcidiacono a Liegi e canonico regolare del Templum Domini in Gerusalemme, fu nominato vescovo di San Giovanni d'Acri e, attorno al 1150, cancelliere di Gerusalemme.
Egli partecipò all'Assedio di Ascalona nel 1153 e nel 1154 re Baldovino III lo inviò ad Antiochia per mediare nella controversia tra Rinaldo di Châtillon ed il Patriarca latino, Aimerio di Limoges; quest'ultimo tornò a Gerusalemme con Federico.
Nel 1155 Federico accompagnò il Patriarca latino di Gerusalemme a Roma per presentare al  Papa Adriano IV una lamentela circa la condotta di varie abbazie e chiese di Gerusalemme, che avevano trascurato di riconoscere l'autorità del Patriarca.
Quando Amalrico di Nesle fu eletto Patriarca di Gerusalemme, nel 1157, incontrò l'opposizione dell'Arcivescovo di Cesarea  Ernesius e del vescovo di Betlemme Radolfo, ma Federico lo appoggiò e tornò a Roma per appellarsi ad Adriano IV, dal quale ottenne la benedizione per il nuovo Patriarca "si dice, mediante l'uso abbondante di doni", come spiega Guglielmo di Tiro.

## Arcivescovo di Tiro

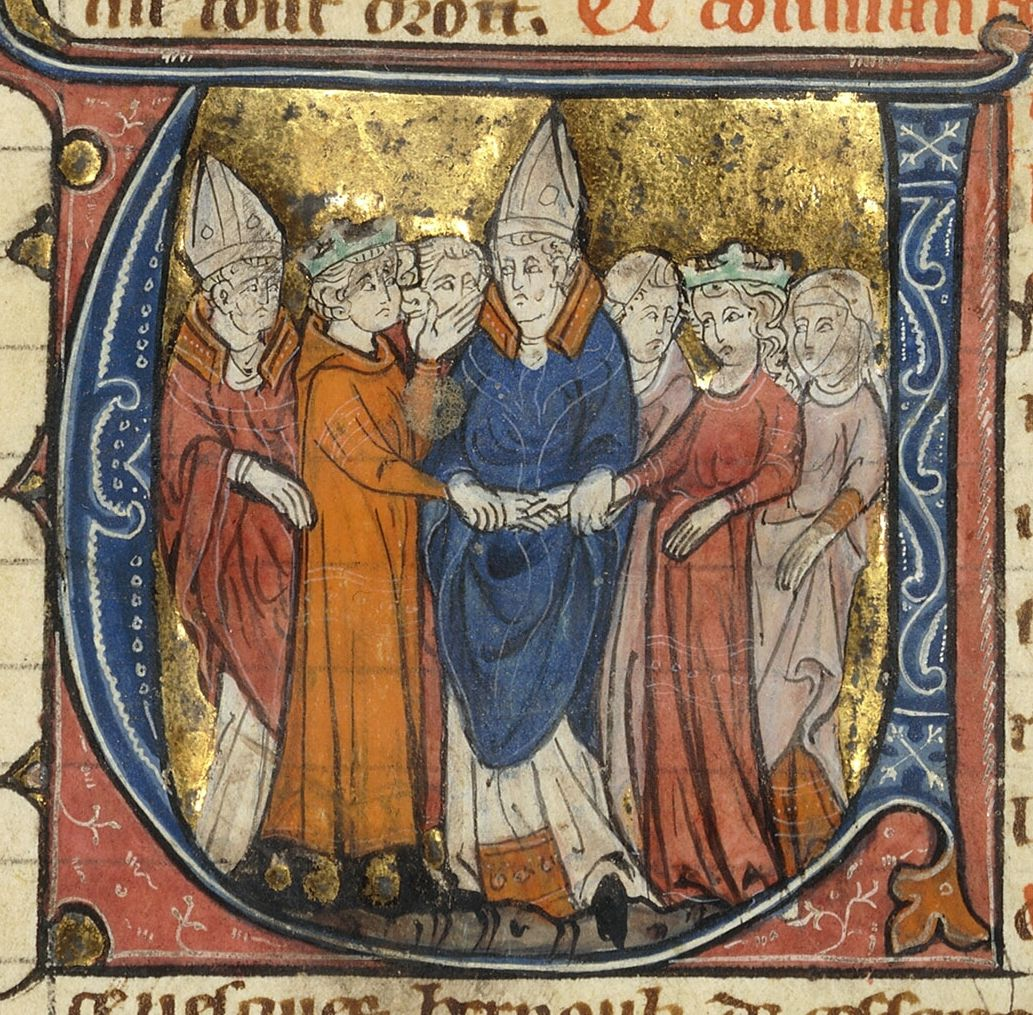
Il matrimonio di Maria e Amalrico I a Tiro nel 1167, come illustrato in una miniatura realizzata tra il XIII ed il XIV secolo.

Nel marzo 1164, l'Arcivescovo Pietro di Tiro morì, e nel giro di un mese Federico fu nominato suo sostituto, su richiesta del re Amalrico I.
Egli accompagnò Amalrico nella spedizione contro l'Egitto del 1167, con un suo proprio "seguito piuttosto distinto", secondo Guglielmo.
Federico soffrì di dissenteria in Egitto dopo aver bevuto dal Nilo e presto tornò a casa.
Nell'agosto di quello stesso anno egli celebrò il matrimonio di Amalrico con la principessa bizantina Maria Comnena.
Pochi giorni dopo, Federico nominò Guglielmo arcidiacono di Tiro ma, nel 1169 egli accusò l'arcidiacono, probabilmente di ricevere un salario eccessivo, che Guglielmo aveva forse ottenuto attraverso la sua amicizia con il re Amalrico;
Guglielmo andò a Roma per difendersi dalle accuse.

### Ambasciatore in occidente
Nel 1169, dopo aver visto fallire la sua invasione dell'Egitto, re Amalrico decise di inviare un'ambasciata in Europa per ottenere aiuti finanziari alla lotta degli Stati crociati e promuovere una nuova crociata.
La prima delegazione, guidata da Amalrico di Nesle ed Ernesius, Arcivescovo di Cesarea, incontrò una tempesta nel Mediterraneo e fu costretta a tornare a casa.
Re Amalrico allora inviò una seconda missione diplomatica, i cui membri più eminenti erano l'Arcivescovo Federico, il Vescovo Giovanni di Banyas e Guiberto, il precettore dei Cavalieri Ospitalieri.
In luglio essi arrivarono a Roma ed incontrarono Papa Alessandro III, ma nessuno dei monarchi europei era disposto ad aiutare il lontano regno crociato: Luigi VII di Francia ed Enrico II d'Inghilterra erano già impegnati a farsi guerra l'un l'altro, tuttavia Federico persuase Enrico a donare del denaro ed a fare, successivamente, un pellegrinaggio.
Nessun sostegno era in arrivo neppure da Federico Barbarossa, che era stato scomunicato da Alessandro III nel 1160 ed aveva una guerra in corso con il Papato.
L'ambasciata aveva anche lo scopo di trovare un marito adatto per l'allora undicenne Sibilla, la figlia del re, che avrebbe potuto, un giorno, ereditare il regno essendo suo fratello Baldovino malato di lebbra.
In Francia, Federico persuase Stefano, Conte di Sancerre e cognato di Luigi VII, ad andare ad oriente e sposare Sibylla.
L'ambasciata tornò a Gerusalemme nel 1171, insieme a Stefano ed Ugo III duca di Borgogna, che li accompagnò in qualità di rappresentante di Luigi VII.
Non sappiamo cosa Federico aveva offerto al giovane conte, ma sembra che questi non l'ottenne perché se ne tornò in Francia senza sposare la principessa.

## Morte
Dopo una lunga malattia, Federico morì a Nablus il 30 ottobre 1174, e fu sepolto nel Templum Domini a Gerusalemme.
Guglielmo fu nominato arcivescovo e fu consacrato il giorno 8 giugno dell'anno successivo.
Guglielmo descrive Federico come "un uomo estremamente alto. Egli possedeva po' di istruzione, ma fu eccessivamente devoto all'arte della guerra".